# 1734年イギリス総選挙
1734年イギリス総選挙（英語: British general election, 1734）は、第8期グレートブリテン議会の庶民院議員を選出するために行われた選挙。

## 選挙の形勢
ロバート・ウォルポール首相のホイッグ政府は支持を失いつつあり、野党のトーリー党と愛国ホイッグ党に議席を伸ばすことを許してしまったが、安定多数は維持した。愛国ホイッグ党にはコバム子爵率いるコバム派が加入していた。

## 区割り
グレートブリテン議会が存在した全期間を通して、区割りが変更されることはなかった。

## 選挙の日付
総選挙は1734年4月22日から6月6日まで行われた。この時代の選挙は全ての選挙区で同時に行われず、各バラや郡でバラバラに行われた（ハスティングも参照）。